# Chris Bala
Chris Bala, född 24 september 1978 i Alexandria, är en amerikansk före detta professionell ishockeyspelare.
Bala växte upp i Phoenixville, Pennsylvania och studerade vid Harvard University och spelade för deras idrottsförening Harvard Crimsons ishockeylag. Han valdes som 58:e spelaren totalt av Ottawa Senators i NHL Entry Draft 1998. Han spelade endast sex matcher i NHL för Ottawa Senators och noterades för en assist. Han spelade ett antal säsonger i AHL för lagen Binghamton Senators, Houston Aeros, Grand Rapids Griffins, Hershey Bears och Milwaukee Admirals. Bala representerade även Reading Royals i ECHL.